# Venus Lux

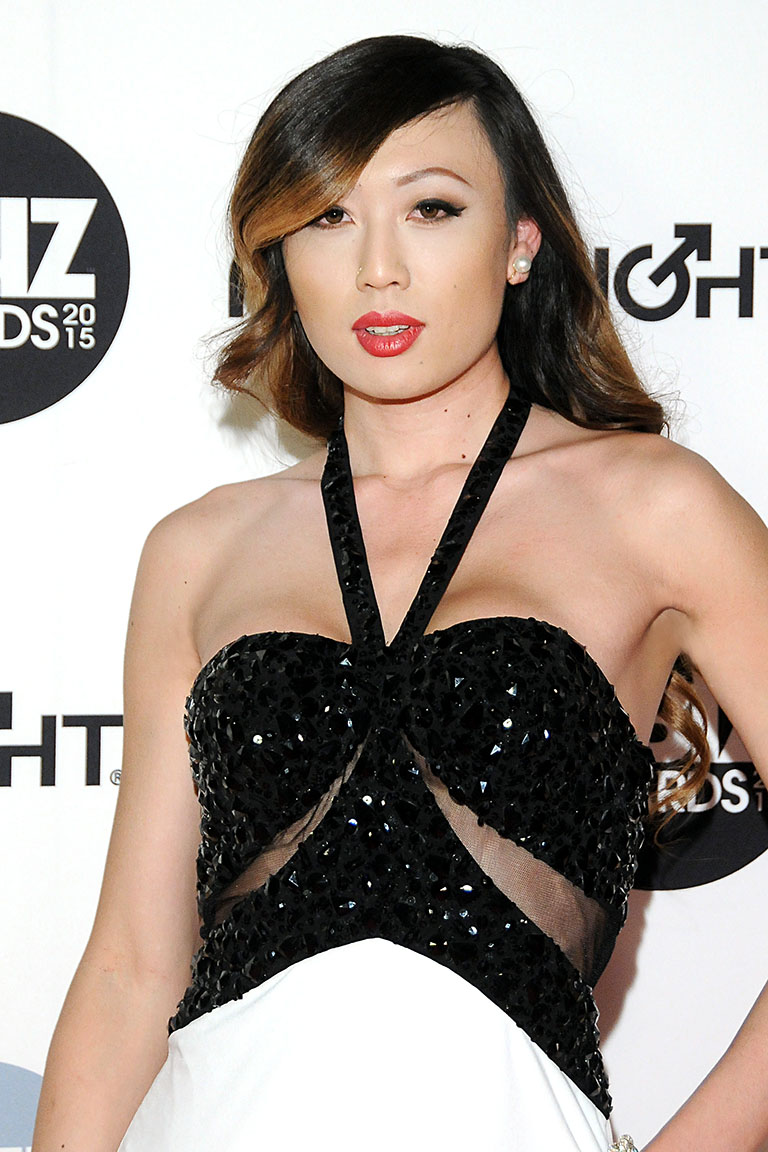
Venus Lux bei der Verleihung der XBIZ Awards, Januar 2015

Venus Lux (* 10. Oktober 1990 in San Francisco, USA) ist eine transgeschlechtliche US-amerikanische Pornodarstellerin, Pornofilmregisseurin und -produzentin sowie Dozentin.

## Leben und Karriere
Venus Lux wurde in San Francisco, Kalifornien geboren und wuchs dort auch auf. Sie ist chinesischer und mongolischer Abstammung, und das einzige Kind ihrer Eltern. 
Im März 2009 entschloss sich Lux, sich einer Geschlechtsangleichung zu unterziehen. Sie begann zunächst, sich für einige Wochen weiblich zu kleiden, bevor sie mit einer Hormonersatztherapie begann und sich einer chirurgischen Brustvergrößerung unterzog.
Zunächst hatte sie als Escortdame, Stripperin und Barkeeperin gearbeitet, bevor sie 2012 eine Karriere in der Pornofilmindustrie begann, für die sie durch einen Talentscout der Firma kink.com entdeckt wurde.
Ihre erste Rolle hatte sie zusammen mit Kaylee Hilton für die Produktionsfirma tspussyhunter.com. Ihren Künstlernamen wählte sie als Anlehnung an den Planeten Venus, dem Planeten ihres Sternzeichens Waage; der Bestandteil Lux sollte daran erinnern, dass sie bisher kein Luxusleben hatte führen können. Später empfand sie diese Herleitung als zu kitschig, weshalb sie nun behauptet, ihr Künstlername leite sich von den lateinischen Bezeichnungen für Liebe und Erleuchtung ab.
Lux ist Inhaberin eines Produktionsunternehmens des Namens Venus Lux Entertainment. Im Dezember 2014 unterzeichnete sie einen exklusiven Vertriebsvertrag mit einer Laufzeit von drei Jahren mit Pulse Distribution. 2012 begann sie, eine Kolumne mit dem Titel Venus Rising zu schreiben. Einige der hier veröffentlichten Texte fasste sie in einem Buch mit dem Titel Venus Lux Diaries zusammen, das im März 2015 veröffentlicht wurde. Im Oktober 2015 gab sie das TransGlobal Magazine heraus. Im Frühjahr 2016 gründete sie das Syren Network und die Homepage TS Fetishes. Sie hatte einen Auftritt in der zweiten Staffel der Serie After Porn Ends.

## Fernsehauftritte
| Jahr | Titel                    | Rolle      | Anmerkungen                              |
| ---- | ------------------------ | ---------- | ---------------------------------------- |
| 2012 | Brody Stevens: Enjoy It! | sie selbst |                                          |
| 2013 | The Naughty Show         | sie selbst | Episode: "The Brody Stevens Dating Game" |
| 2014 | VICE                     | sie selbst |                                          |
| 2016 | BuzzFeed                 | sie selbst |                                          |

## Auszeichnungen
| Jahr | Ergebnis      | Award                                                                       | Werk                         |
| ---- | ------------- | --------------------------------------------------------------------------- | ---------------------------- |
| 2013 | Nominierung   | Best Transsexual Sex Scene (mit Annalise Rose & Christian XXX)              | American She-Male X 2        |
| 2013 | Nominierung   | Transsexual Performer of the Year                                           |                              |
| 2014 | Nominierung   | Best Transsexual Sex Scene (mit Spencer Fox)                                | America's Next Top Tranny 17 |
| 2014 | Nominierung   | Best Transsexual Sex Scene (mit Jane Marie, Chanel Couture & Christian XXX) | TS Jane Marie: 5 Star Bitch  |
| 2014 | Nominierung   | Transsexual Performer of the Year                                           |                              |
| 2015 | Preisträgerin | Best Transsexual Sex Scene (mit Dana Vespoli)                               | TS, I Love You               |
| 2015 | Preisträgerin | Transsexual Performer of the Year                                           |                              |
| 2016 | Nominierung   | Best Transsexual Sex Scene (mit Eva Lin)                                    | Venus Lux Fantasies          |
| 2016 | Preisträgerin | Transsexual Performer of the Year                                           |                              |

| Jahr | Ergebnis      | Award                                   |
| ---- | ------------- | --------------------------------------- |
| 2013 | Nominierung   | Best TS Performer                       |
| 2014 | Preisträgerin | Best Transsexual Performer (Fan Choice) |
| 2015 | Nominierung   | Best Transsexual Performer              |

| Jahr | Ergebnis      | Award                                                      | Werk               |
| ---- | ------------- | ---------------------------------------------------------- | ------------------ |
| 2013 | Nominierung   | Best Solo Model                                            |                    |
| 2013 | Nominierung   | Best Hardcore Model                                        |                    |
| 2013 | Nominierung   | Best New Face                                              |                    |
| 2013 | Nominierung   | Best Scene (mit Katie)                                     | Next Idol 5        |
| 2014 | Nominierung   | Best Scene (mit Jessica Fox, Maitresse Madeline & Eva Lin) | TSPussyHunters.com |
| 2014 | Nominierung   | Best Scene (mit Blake)                                     | TSSeduction.com    |
| 2014 | Preisträgerin | Best Scene (mit Foxxy)                                     | Asian Nail Salon   |
| 2014 | Preisträgerin | Best Solo Site                                             | Venus-Lux.com      |
| 2014 | Preisträgerin | Best Hardcore Model                                        |                    |
| 2015 | Nominierung   | Best Hardcore Performer                                    |                    |
| 2015 | Nominierung   | Best Solo Website                                          |                    |
| 2015 | Nominierung   | Best Internet Personality                                  |                    |
| 2015 | Nominierung   | Best Scene (mit Dana Vespoli)                              | TS, I Love You     |

| Jahr | Ergebnis      | Award                                | Werk          |
| ---- | ------------- | ------------------------------------ | ------------- |
| 2013 | Nominierung   | Transsexual Performer of the Year    |               |
| 2014 | Preisträgerin | Transsexual Performer of the Year    |               |
| 2014 | Nominierung   | Transsexual Site of the Year         | Venus-Lux.com |
| 2015 | Preisträgerin | Transsexual Performer of the Year    |               |
| 2015 | Nominierung   | Adult Site of the Year – Transsexual | Venus-Lux.com |
| 2016 | Nominierung   | Transgender Performer of the Year    |               |
| 2016 | Nominierung   | Adult Site of the Year – Transgender | Venus-Lux.com |